# 千之ナイフ
千之 ナイフ（せんの ナイフ（アルファベット表記：Senno Knife）、1960年9月5日 - ）は、日本の漫画家。東京都出身。男性。
デビュー時（初期）のペンネームは山本 和都（やまもと かずと）。アルファベット表記は、秋田書店、ぶんか社刊行の単行本などではSenno Naiffと誤記されている。

## 経歴・人物
松本零士と牧美也子の元アシスタントであり、かつて松本零士の元でアシスタントを務めていた新谷かおるとは入れ違いにアシスタント入りした。商業デビュー以前から同人作家として同人誌での活動もしており、2020年現在も継続中である。
1981年に『レモンピープル』（あまとりあ社）創刊号にて『雪姫』で商業誌デビュー。デビュー当時から初期にかけては主に成人向け漫画雑誌で活動し、1984年以降は一般誌、少年・少女誌でも執筆している。ホラー漫画、SF漫画、ファンタジー漫画、コミカライズ作品（有名童話・小説の翻案）など幅広いジャンルを手がけている。
妻は漫画家・イラストレーターの猫井るとと。猫井がヴォーカルを務めるポスト・ニューウェーブバンド・PSYDOLLのジャケットイラストはほとんど千之が描いている。

## 作風
緻密かつ耽美的な絵柄や、独特の謎めいたストーリー展開がデビュー当時からの主な作風である。特に性、死、悪魔、人形、TSF、ガールズラブなどをテーマとした幻想的な作品が多いが、中にはギャグ・パロディ要素を盛り込んだものもあり、作風の幅はかなり広い。
また、初期作品では「千スクリット文字」と呼ぶ謎の文字で綴った語句を漫画原稿の余白に書き込み、作品をミステリアスに演出していた。これは一部の熱心なファンに解読された後は、ファンとのコミュニケーションに使用されていた。

## 作品リスト

### 成人向け作品
- 夜姫[1]（1982年9月、久保書店→1997年1月、シュベール出版→2005年9月、青林堂[2]）
- プレゼント（1983年11月、久保書店）
- 赤いナイフの夜（1985年3月、久保書店）
- シンデレラDOLL（1987年1月、辰巳出版）
- 魔女っこメルヘン（1988年8月、フランス書院）
- シークレットレディ（1990年1月、久保書店）
- 魔夜中のレディ[3]（1990年2月、司書房→1995年10月、松文館→2005年9月、青林堂[2]）
- レディエキセントリック[4]（1990年10月、司書房→1997年6月、シュベール出版→2005年9月、青林堂[2]）
- 逢魔がホラーショー（1991年10月、久保書店→1995年11月・12月、シュベール出版、全2巻）
- ビザリアン[3]（1993年8月、司書房→2005年9月、青林堂[2]）
- SEPIA[5]（1993年12月、シュベール出版→2005年9月、青林堂[2]→2006年3月、青林堂）
- EDEN[3]（1994年4月〜1997年1月、シュベール出版、全5巻→2005年9月、青林堂、全5巻[2]）
- 美少女世界（1996年5月、松文館）
- 鏡の国のちづる[3]（1997年1月、シュベール出版→2005年9月、青林堂[2]）
- 夢想少女館[6]（1999年4月、松文館）
- 迷宮秘宝館[7]（2005年8月、モエールパブリッシング）
- 美少女妄想館[8]（青林堂）
- ひみつ遊戯[9]（リイド社）
- トランスセクシャル・ショー[10]（2015年11月、久保書店）

### 一般向け作品
- 百面相サーカス（1984年12月、東京三世社）
- くらくなって魔女[11]（1987年3月・4月、ソニー・マガジンズ、全2巻）
- 闇のシルエット（1987年11月〜1992年3月、秋田書店、全4巻）
- ワルキューレ（1989年9月・10月、久保書店、全2巻）
- 夜はファンタジア（1990年8月、大洋図書）
- 魔空間ゼロ（1992年7月・12月、実業之日本社、全2巻）
- 少女パンドラ（1995年11月、秋田書店）
- SISTER（1996年12月、秋田書店）
- 死太郎くん（1997年8月・1998年6月、秋田書店、全2巻）
- 死の女神（1998年6月、ぶんか社）
- エデンの最期に（1999年6月、秋田書店）
- 人間モドキ（1999年8月、蒼馬社）
- カマキリ女（2000年5月、ぶんか社→2006年4月、ホラーMコミック文庫版、ぶんか社）
- 迷宮サーカス（2002年3月、ぶんか社）
- 古典名作集
  - SADE（2005年3月、青林堂）
  - TEMPEST（2005年7月、青林堂）
  - DECAMERON（2006年8月、青林堂）
  - FAUST（2007年4月、青林堂）
  - SADE2 魔性の姫（2008年6月、青林堂）
- ちづる奇譚（2005年9月〜11月、青林堂、全3巻）
- ブラック・ジャックM「身替わり」（2005年12月、秋田書店）
- EDEN チャイニーズ姑娘編[12]（2006年2月、青林堂）
- うわさの死太郎くん（2006年8月、幻冬舎コミックス）
- うわさの死太郎くんリターンズ!（2007年4月、幻冬舎コミックス）
- レズビアン 少女愛[12]（2007年11月、青林堂）
- 迷宮のアリス（2008年1月、久保書店）
- 怪異実聞録なまなりさん（原作：中山市朗、2009年8月、メディアファクトリー）
- 侍コップ[9]（X-PUBLISHING）
- レズビアン2 蜜の部屋（2010年7月、青林堂）
- 死の美術館（2010年10月、久保書店）
- 吉原遊女絵伝（2011年2月、リイド社）
- レズビアン3 吸血令嬢（2012年9月、青林堂）
- エコール・ド・エデン[9]（NTTソルマーレ）
- ホラーシアターVol.1[9]（Tyrellsya[13]）
- ホラーシアターVol.2[9]（Tyrellsya[13]）
- 千之ナイフ選集 少女曼陀羅（2015年7月、久保書店）

### イラスト
- 禁断の純愛戦争シミュレーション ヴェルメラント戦記（引野利秋・著）
- 血ザクロ学園シリーズ（黒史郎、しむらおとの（Physics Point）、春夏秋冬よもひろ、檜木田正史、皆川千尋、恵莉ひなこ・著、2020年、ラインスタッフ・プロダクツ）

### ゲーム
- 千之ナイフの魔少女館（PC-8801 / MSX2）（アイセル）
- 千之ナイフ 迷宮の魔少女（PC-8801 / PC-9801 / MSX2）（アイセル）
- エンドセクター（プレイステーション用ソフト（一部カードイラスト））

### テレビドラマ
- 漫画喫茶都市伝説 呪いのマンナさん（「赤い表紙のマンガ」作画）

## 師匠
- 松本零士
- 牧美也子